# جمال عزام
جمال الدين إبراهيم عزام (1948 - 1973) نقيب في الجيش المصري وقائد سرية المجهود الرئيسي لاقتحام حصن بورتوفيق إبان حرب أكتوبر والتي سقط فيها يوم السبت 6 أكتوبر 1973- 10 رمضان 1393.

## نشأته
من مواليد مركز دكرنس بمحافظة الدقهلية في 5 نوفمبر 1948.

## حياته
- التحق عزام بالكلية الحربية عام 1966 وتخرج فيها عام 1968 (دفعة 53)، وانضم عقب تخرجه إلى مدرسة الصاعقة المصرية.
- عُينّ مُدرساً بمدرسة الصاعقة وعُرفّ عنه قوة تحمله ولياقته البدنية العالية، فقد كان رياضياً يُمارس أكثر من لعبة منها الجمباز والجودو، ومَثَلّ وحدات الصاعقة كثيراً في مسابقات القوات المسلحة للياقة المفتوحة وفاز في كثير منها.[1]

## معركة حصن بورتوفيق واستشهاده
بعد رفع درجة استعداد القوات المسلحة عام 1973 انضم النقيب جمال عزام إلى إحدى وحدات الصاعقة المكلفة باقتحام قناة السويس في الموجات الأولى واحتلال لسان بورتوفيق بعد تدمير النقطة القوية التي ركز فيها العدو الكثير من الأسلحة والمعدات نظراً لحيوية الموقع. في الساعة السادسة والدقيقة الأربعين مساء يوم 6 أكتوبر 1973، دفع قائد الكتيبة 43 صاعقة السرية  المخصصة لمهاجمة نقطة بورتوفيق القوية الرئيسية، ورغم النيران المركزة التي انهمرت عليها أثناء عبور القناة مما تسبب في إصابة قائد السرية النقيب جمال عزام وبعض أفرادها فإنهم تمكنوا من السباحة إلى الضفة الشرقية، وتسلق النقيب عزام الساتر الترابي لإسكات أحد المدافع الرشاشة في دشمة من دشم النقطة وكان يطلق نيراناً كثيفة تهدد عبور باقي السرية، وأثناء تسلقه أصيب مرة أخرى لكنه تحامل على نفسه حتى ألقى قنبلة يدوية على فتحة الدشمة دمرت المدفع قبل أن يرتقي شهيداً مما يسر وصول السرية إلى الساتر الترابي ونجاح إحدى فصائلها في مهاجمة واحتلال الجزء الجنوبي للنقطة القوية وتدمير العدو بها.

## وصلات خارجية
- استسلام حصن لسان بور توفيق يرويهاإبراهيم حجازي على يوتيوب